# Obertura de cavall de rei
|   | a | b | c | d | e | f | g | h |   |
| 8 | a8 negres torre · b8 negres cavall · c8 negres alfil · d8 negres dama · e8 negres rei · f8 negres alfil · g8 negres cavall · h8 negres torre · a7 negres peó · b7 negres peó · c7 negres peó · d7 negres peó · f7 negres peó · g7 negres peó · h7 negres peó · e5 negres peó · e4 blanques peó · f3 blanques cavall · a2 blanques peó · b2 blanques peó · c2 blanques peó · d2 blanques peó · f2 blanques peó · g2 blanques peó · h2 blanques peó · a1 blanques torre · b1 blanques cavall · c1 blanques alfil · d1 blanques dama · e1 blanques rei · f1 blanques alfil · h1 blanques torre | a8 negres torre · b8 negres cavall · c8 negres alfil · d8 negres dama · e8 negres rei · f8 negres alfil · g8 negres cavall · h8 negres torre · a7 negres peó · b7 negres peó · c7 negres peó · d7 negres peó · f7 negres peó · g7 negres peó · h7 negres peó · e5 negres peó · e4 blanques peó · f3 blanques cavall · a2 blanques peó · b2 blanques peó · c2 blanques peó · d2 blanques peó · f2 blanques peó · g2 blanques peó · h2 blanques peó · a1 blanques torre · b1 blanques cavall · c1 blanques alfil · d1 blanques dama · e1 blanques rei · f1 blanques alfil · h1 blanques torre | a8 negres torre · b8 negres cavall · c8 negres alfil · d8 negres dama · e8 negres rei · f8 negres alfil · g8 negres cavall · h8 negres torre · a7 negres peó · b7 negres peó · c7 negres peó · d7 negres peó · f7 negres peó · g7 negres peó · h7 negres peó · e5 negres peó · e4 blanques peó · f3 blanques cavall · a2 blanques peó · b2 blanques peó · c2 blanques peó · d2 blanques peó · f2 blanques peó · g2 blanques peó · h2 blanques peó · a1 blanques torre · b1 blanques cavall · c1 blanques alfil · d1 blanques dama · e1 blanques rei · f1 blanques alfil · h1 blanques torre | a8 negres torre · b8 negres cavall · c8 negres alfil · d8 negres dama · e8 negres rei · f8 negres alfil · g8 negres cavall · h8 negres torre · a7 negres peó · b7 negres peó · c7 negres peó · d7 negres peó · f7 negres peó · g7 negres peó · h7 negres peó · e5 negres peó · e4 blanques peó · f3 blanques cavall · a2 blanques peó · b2 blanques peó · c2 blanques peó · d2 blanques peó · f2 blanques peó · g2 blanques peó · h2 blanques peó · a1 blanques torre · b1 blanques cavall · c1 blanques alfil · d1 blanques dama · e1 blanques rei · f1 blanques alfil · h1 blanques torre | a8 negres torre · b8 negres cavall · c8 negres alfil · d8 negres dama · e8 negres rei · f8 negres alfil · g8 negres cavall · h8 negres torre · a7 negres peó · b7 negres peó · c7 negres peó · d7 negres peó · f7 negres peó · g7 negres peó · h7 negres peó · e5 negres peó · e4 blanques peó · f3 blanques cavall · a2 blanques peó · b2 blanques peó · c2 blanques peó · d2 blanques peó · f2 blanques peó · g2 blanques peó · h2 blanques peó · a1 blanques torre · b1 blanques cavall · c1 blanques alfil · d1 blanques dama · e1 blanques rei · f1 blanques alfil · h1 blanques torre | a8 negres torre · b8 negres cavall · c8 negres alfil · d8 negres dama · e8 negres rei · f8 negres alfil · g8 negres cavall · h8 negres torre · a7 negres peó · b7 negres peó · c7 negres peó · d7 negres peó · f7 negres peó · g7 negres peó · h7 negres peó · e5 negres peó · e4 blanques peó · f3 blanques cavall · a2 blanques peó · b2 blanques peó · c2 blanques peó · d2 blanques peó · f2 blanques peó · g2 blanques peó · h2 blanques peó · a1 blanques torre · b1 blanques cavall · c1 blanques alfil · d1 blanques dama · e1 blanques rei · f1 blanques alfil · h1 blanques torre | a8 negres torre · b8 negres cavall · c8 negres alfil · d8 negres dama · e8 negres rei · f8 negres alfil · g8 negres cavall · h8 negres torre · a7 negres peó · b7 negres peó · c7 negres peó · d7 negres peó · f7 negres peó · g7 negres peó · h7 negres peó · e5 negres peó · e4 blanques peó · f3 blanques cavall · a2 blanques peó · b2 blanques peó · c2 blanques peó · d2 blanques peó · f2 blanques peó · g2 blanques peó · h2 blanques peó · a1 blanques torre · b1 blanques cavall · c1 blanques alfil · d1 blanques dama · e1 blanques rei · f1 blanques alfil · h1 blanques torre | a8 negres torre · b8 negres cavall · c8 negres alfil · d8 negres dama · e8 negres rei · f8 negres alfil · g8 negres cavall · h8 negres torre · a7 negres peó · b7 negres peó · c7 negres peó · d7 negres peó · f7 negres peó · g7 negres peó · h7 negres peó · e5 negres peó · e4 blanques peó · f3 blanques cavall · a2 blanques peó · b2 blanques peó · c2 blanques peó · d2 blanques peó · f2 blanques peó · g2 blanques peó · h2 blanques peó · a1 blanques torre · b1 blanques cavall · c1 blanques alfil · d1 blanques dama · e1 blanques rei · f1 blanques alfil · h1 blanques torre | 8 |
| 7 | a8 negres torre · b8 negres cavall · c8 negres alfil · d8 negres dama · e8 negres rei · f8 negres alfil · g8 negres cavall · h8 negres torre · a7 negres peó · b7 negres peó · c7 negres peó · d7 negres peó · f7 negres peó · g7 negres peó · h7 negres peó · e5 negres peó · e4 blanques peó · f3 blanques cavall · a2 blanques peó · b2 blanques peó · c2 blanques peó · d2 blanques peó · f2 blanques peó · g2 blanques peó · h2 blanques peó · a1 blanques torre · b1 blanques cavall · c1 blanques alfil · d1 blanques dama · e1 blanques rei · f1 blanques alfil · h1 blanques torre | a8 negres torre · b8 negres cavall · c8 negres alfil · d8 negres dama · e8 negres rei · f8 negres alfil · g8 negres cavall · h8 negres torre · a7 negres peó · b7 negres peó · c7 negres peó · d7 negres peó · f7 negres peó · g7 negres peó · h7 negres peó · e5 negres peó · e4 blanques peó · f3 blanques cavall · a2 blanques peó · b2 blanques peó · c2 blanques peó · d2 blanques peó · f2 blanques peó · g2 blanques peó · h2 blanques peó · a1 blanques torre · b1 blanques cavall · c1 blanques alfil · d1 blanques dama · e1 blanques rei · f1 blanques alfil · h1 blanques torre | a8 negres torre · b8 negres cavall · c8 negres alfil · d8 negres dama · e8 negres rei · f8 negres alfil · g8 negres cavall · h8 negres torre · a7 negres peó · b7 negres peó · c7 negres peó · d7 negres peó · f7 negres peó · g7 negres peó · h7 negres peó · e5 negres peó · e4 blanques peó · f3 blanques cavall · a2 blanques peó · b2 blanques peó · c2 blanques peó · d2 blanques peó · f2 blanques peó · g2 blanques peó · h2 blanques peó · a1 blanques torre · b1 blanques cavall · c1 blanques alfil · d1 blanques dama · e1 blanques rei · f1 blanques alfil · h1 blanques torre | a8 negres torre · b8 negres cavall · c8 negres alfil · d8 negres dama · e8 negres rei · f8 negres alfil · g8 negres cavall · h8 negres torre · a7 negres peó · b7 negres peó · c7 negres peó · d7 negres peó · f7 negres peó · g7 negres peó · h7 negres peó · e5 negres peó · e4 blanques peó · f3 blanques cavall · a2 blanques peó · b2 blanques peó · c2 blanques peó · d2 blanques peó · f2 blanques peó · g2 blanques peó · h2 blanques peó · a1 blanques torre · b1 blanques cavall · c1 blanques alfil · d1 blanques dama · e1 blanques rei · f1 blanques alfil · h1 blanques torre | a8 negres torre · b8 negres cavall · c8 negres alfil · d8 negres dama · e8 negres rei · f8 negres alfil · g8 negres cavall · h8 negres torre · a7 negres peó · b7 negres peó · c7 negres peó · d7 negres peó · f7 negres peó · g7 negres peó · h7 negres peó · e5 negres peó · e4 blanques peó · f3 blanques cavall · a2 blanques peó · b2 blanques peó · c2 blanques peó · d2 blanques peó · f2 blanques peó · g2 blanques peó · h2 blanques peó · a1 blanques torre · b1 blanques cavall · c1 blanques alfil · d1 blanques dama · e1 blanques rei · f1 blanques alfil · h1 blanques torre | a8 negres torre · b8 negres cavall · c8 negres alfil · d8 negres dama · e8 negres rei · f8 negres alfil · g8 negres cavall · h8 negres torre · a7 negres peó · b7 negres peó · c7 negres peó · d7 negres peó · f7 negres peó · g7 negres peó · h7 negres peó · e5 negres peó · e4 blanques peó · f3 blanques cavall · a2 blanques peó · b2 blanques peó · c2 blanques peó · d2 blanques peó · f2 blanques peó · g2 blanques peó · h2 blanques peó · a1 blanques torre · b1 blanques cavall · c1 blanques alfil · d1 blanques dama · e1 blanques rei · f1 blanques alfil · h1 blanques torre | a8 negres torre · b8 negres cavall · c8 negres alfil · d8 negres dama · e8 negres rei · f8 negres alfil · g8 negres cavall · h8 negres torre · a7 negres peó · b7 negres peó · c7 negres peó · d7 negres peó · f7 negres peó · g7 negres peó · h7 negres peó · e5 negres peó · e4 blanques peó · f3 blanques cavall · a2 blanques peó · b2 blanques peó · c2 blanques peó · d2 blanques peó · f2 blanques peó · g2 blanques peó · h2 blanques peó · a1 blanques torre · b1 blanques cavall · c1 blanques alfil · d1 blanques dama · e1 blanques rei · f1 blanques alfil · h1 blanques torre | a8 negres torre · b8 negres cavall · c8 negres alfil · d8 negres dama · e8 negres rei · f8 negres alfil · g8 negres cavall · h8 negres torre · a7 negres peó · b7 negres peó · c7 negres peó · d7 negres peó · f7 negres peó · g7 negres peó · h7 negres peó · e5 negres peó · e4 blanques peó · f3 blanques cavall · a2 blanques peó · b2 blanques peó · c2 blanques peó · d2 blanques peó · f2 blanques peó · g2 blanques peó · h2 blanques peó · a1 blanques torre · b1 blanques cavall · c1 blanques alfil · d1 blanques dama · e1 blanques rei · f1 blanques alfil · h1 blanques torre | 7 |
| 6 | a8 negres torre · b8 negres cavall · c8 negres alfil · d8 negres dama · e8 negres rei · f8 negres alfil · g8 negres cavall · h8 negres torre · a7 negres peó · b7 negres peó · c7 negres peó · d7 negres peó · f7 negres peó · g7 negres peó · h7 negres peó · e5 negres peó · e4 blanques peó · f3 blanques cavall · a2 blanques peó · b2 blanques peó · c2 blanques peó · d2 blanques peó · f2 blanques peó · g2 blanques peó · h2 blanques peó · a1 blanques torre · b1 blanques cavall · c1 blanques alfil · d1 blanques dama · e1 blanques rei · f1 blanques alfil · h1 blanques torre | a8 negres torre · b8 negres cavall · c8 negres alfil · d8 negres dama · e8 negres rei · f8 negres alfil · g8 negres cavall · h8 negres torre · a7 negres peó · b7 negres peó · c7 negres peó · d7 negres peó · f7 negres peó · g7 negres peó · h7 negres peó · e5 negres peó · e4 blanques peó · f3 blanques cavall · a2 blanques peó · b2 blanques peó · c2 blanques peó · d2 blanques peó · f2 blanques peó · g2 blanques peó · h2 blanques peó · a1 blanques torre · b1 blanques cavall · c1 blanques alfil · d1 blanques dama · e1 blanques rei · f1 blanques alfil · h1 blanques torre | a8 negres torre · b8 negres cavall · c8 negres alfil · d8 negres dama · e8 negres rei · f8 negres alfil · g8 negres cavall · h8 negres torre · a7 negres peó · b7 negres peó · c7 negres peó · d7 negres peó · f7 negres peó · g7 negres peó · h7 negres peó · e5 negres peó · e4 blanques peó · f3 blanques cavall · a2 blanques peó · b2 blanques peó · c2 blanques peó · d2 blanques peó · f2 blanques peó · g2 blanques peó · h2 blanques peó · a1 blanques torre · b1 blanques cavall · c1 blanques alfil · d1 blanques dama · e1 blanques rei · f1 blanques alfil · h1 blanques torre | a8 negres torre · b8 negres cavall · c8 negres alfil · d8 negres dama · e8 negres rei · f8 negres alfil · g8 negres cavall · h8 negres torre · a7 negres peó · b7 negres peó · c7 negres peó · d7 negres peó · f7 negres peó · g7 negres peó · h7 negres peó · e5 negres peó · e4 blanques peó · f3 blanques cavall · a2 blanques peó · b2 blanques peó · c2 blanques peó · d2 blanques peó · f2 blanques peó · g2 blanques peó · h2 blanques peó · a1 blanques torre · b1 blanques cavall · c1 blanques alfil · d1 blanques dama · e1 blanques rei · f1 blanques alfil · h1 blanques torre | a8 negres torre · b8 negres cavall · c8 negres alfil · d8 negres dama · e8 negres rei · f8 negres alfil · g8 negres cavall · h8 negres torre · a7 negres peó · b7 negres peó · c7 negres peó · d7 negres peó · f7 negres peó · g7 negres peó · h7 negres peó · e5 negres peó · e4 blanques peó · f3 blanques cavall · a2 blanques peó · b2 blanques peó · c2 blanques peó · d2 blanques peó · f2 blanques peó · g2 blanques peó · h2 blanques peó · a1 blanques torre · b1 blanques cavall · c1 blanques alfil · d1 blanques dama · e1 blanques rei · f1 blanques alfil · h1 blanques torre | a8 negres torre · b8 negres cavall · c8 negres alfil · d8 negres dama · e8 negres rei · f8 negres alfil · g8 negres cavall · h8 negres torre · a7 negres peó · b7 negres peó · c7 negres peó · d7 negres peó · f7 negres peó · g7 negres peó · h7 negres peó · e5 negres peó · e4 blanques peó · f3 blanques cavall · a2 blanques peó · b2 blanques peó · c2 blanques peó · d2 blanques peó · f2 blanques peó · g2 blanques peó · h2 blanques peó · a1 blanques torre · b1 blanques cavall · c1 blanques alfil · d1 blanques dama · e1 blanques rei · f1 blanques alfil · h1 blanques torre | a8 negres torre · b8 negres cavall · c8 negres alfil · d8 negres dama · e8 negres rei · f8 negres alfil · g8 negres cavall · h8 negres torre · a7 negres peó · b7 negres peó · c7 negres peó · d7 negres peó · f7 negres peó · g7 negres peó · h7 negres peó · e5 negres peó · e4 blanques peó · f3 blanques cavall · a2 blanques peó · b2 blanques peó · c2 blanques peó · d2 blanques peó · f2 blanques peó · g2 blanques peó · h2 blanques peó · a1 blanques torre · b1 blanques cavall · c1 blanques alfil · d1 blanques dama · e1 blanques rei · f1 blanques alfil · h1 blanques torre | a8 negres torre · b8 negres cavall · c8 negres alfil · d8 negres dama · e8 negres rei · f8 negres alfil · g8 negres cavall · h8 negres torre · a7 negres peó · b7 negres peó · c7 negres peó · d7 negres peó · f7 negres peó · g7 negres peó · h7 negres peó · e5 negres peó · e4 blanques peó · f3 blanques cavall · a2 blanques peó · b2 blanques peó · c2 blanques peó · d2 blanques peó · f2 blanques peó · g2 blanques peó · h2 blanques peó · a1 blanques torre · b1 blanques cavall · c1 blanques alfil · d1 blanques dama · e1 blanques rei · f1 blanques alfil · h1 blanques torre | 6 |
| 5 | a8 negres torre · b8 negres cavall · c8 negres alfil · d8 negres dama · e8 negres rei · f8 negres alfil · g8 negres cavall · h8 negres torre · a7 negres peó · b7 negres peó · c7 negres peó · d7 negres peó · f7 negres peó · g7 negres peó · h7 negres peó · e5 negres peó · e4 blanques peó · f3 blanques cavall · a2 blanques peó · b2 blanques peó · c2 blanques peó · d2 blanques peó · f2 blanques peó · g2 blanques peó · h2 blanques peó · a1 blanques torre · b1 blanques cavall · c1 blanques alfil · d1 blanques dama · e1 blanques rei · f1 blanques alfil · h1 blanques torre | a8 negres torre · b8 negres cavall · c8 negres alfil · d8 negres dama · e8 negres rei · f8 negres alfil · g8 negres cavall · h8 negres torre · a7 negres peó · b7 negres peó · c7 negres peó · d7 negres peó · f7 negres peó · g7 negres peó · h7 negres peó · e5 negres peó · e4 blanques peó · f3 blanques cavall · a2 blanques peó · b2 blanques peó · c2 blanques peó · d2 blanques peó · f2 blanques peó · g2 blanques peó · h2 blanques peó · a1 blanques torre · b1 blanques cavall · c1 blanques alfil · d1 blanques dama · e1 blanques rei · f1 blanques alfil · h1 blanques torre | a8 negres torre · b8 negres cavall · c8 negres alfil · d8 negres dama · e8 negres rei · f8 negres alfil · g8 negres cavall · h8 negres torre · a7 negres peó · b7 negres peó · c7 negres peó · d7 negres peó · f7 negres peó · g7 negres peó · h7 negres peó · e5 negres peó · e4 blanques peó · f3 blanques cavall · a2 blanques peó · b2 blanques peó · c2 blanques peó · d2 blanques peó · f2 blanques peó · g2 blanques peó · h2 blanques peó · a1 blanques torre · b1 blanques cavall · c1 blanques alfil · d1 blanques dama · e1 blanques rei · f1 blanques alfil · h1 blanques torre | a8 negres torre · b8 negres cavall · c8 negres alfil · d8 negres dama · e8 negres rei · f8 negres alfil · g8 negres cavall · h8 negres torre · a7 negres peó · b7 negres peó · c7 negres peó · d7 negres peó · f7 negres peó · g7 negres peó · h7 negres peó · e5 negres peó · e4 blanques peó · f3 blanques cavall · a2 blanques peó · b2 blanques peó · c2 blanques peó · d2 blanques peó · f2 blanques peó · g2 blanques peó · h2 blanques peó · a1 blanques torre · b1 blanques cavall · c1 blanques alfil · d1 blanques dama · e1 blanques rei · f1 blanques alfil · h1 blanques torre | a8 negres torre · b8 negres cavall · c8 negres alfil · d8 negres dama · e8 negres rei · f8 negres alfil · g8 negres cavall · h8 negres torre · a7 negres peó · b7 negres peó · c7 negres peó · d7 negres peó · f7 negres peó · g7 negres peó · h7 negres peó · e5 negres peó · e4 blanques peó · f3 blanques cavall · a2 blanques peó · b2 blanques peó · c2 blanques peó · d2 blanques peó · f2 blanques peó · g2 blanques peó · h2 blanques peó · a1 blanques torre · b1 blanques cavall · c1 blanques alfil · d1 blanques dama · e1 blanques rei · f1 blanques alfil · h1 blanques torre | a8 negres torre · b8 negres cavall · c8 negres alfil · d8 negres dama · e8 negres rei · f8 negres alfil · g8 negres cavall · h8 negres torre · a7 negres peó · b7 negres peó · c7 negres peó · d7 negres peó · f7 negres peó · g7 negres peó · h7 negres peó · e5 negres peó · e4 blanques peó · f3 blanques cavall · a2 blanques peó · b2 blanques peó · c2 blanques peó · d2 blanques peó · f2 blanques peó · g2 blanques peó · h2 blanques peó · a1 blanques torre · b1 blanques cavall · c1 blanques alfil · d1 blanques dama · e1 blanques rei · f1 blanques alfil · h1 blanques torre | a8 negres torre · b8 negres cavall · c8 negres alfil · d8 negres dama · e8 negres rei · f8 negres alfil · g8 negres cavall · h8 negres torre · a7 negres peó · b7 negres peó · c7 negres peó · d7 negres peó · f7 negres peó · g7 negres peó · h7 negres peó · e5 negres peó · e4 blanques peó · f3 blanques cavall · a2 blanques peó · b2 blanques peó · c2 blanques peó · d2 blanques peó · f2 blanques peó · g2 blanques peó · h2 blanques peó · a1 blanques torre · b1 blanques cavall · c1 blanques alfil · d1 blanques dama · e1 blanques rei · f1 blanques alfil · h1 blanques torre | a8 negres torre · b8 negres cavall · c8 negres alfil · d8 negres dama · e8 negres rei · f8 negres alfil · g8 negres cavall · h8 negres torre · a7 negres peó · b7 negres peó · c7 negres peó · d7 negres peó · f7 negres peó · g7 negres peó · h7 negres peó · e5 negres peó · e4 blanques peó · f3 blanques cavall · a2 blanques peó · b2 blanques peó · c2 blanques peó · d2 blanques peó · f2 blanques peó · g2 blanques peó · h2 blanques peó · a1 blanques torre · b1 blanques cavall · c1 blanques alfil · d1 blanques dama · e1 blanques rei · f1 blanques alfil · h1 blanques torre | 5 |
| 4 | a8 negres torre · b8 negres cavall · c8 negres alfil · d8 negres dama · e8 negres rei · f8 negres alfil · g8 negres cavall · h8 negres torre · a7 negres peó · b7 negres peó · c7 negres peó · d7 negres peó · f7 negres peó · g7 negres peó · h7 negres peó · e5 negres peó · e4 blanques peó · f3 blanques cavall · a2 blanques peó · b2 blanques peó · c2 blanques peó · d2 blanques peó · f2 blanques peó · g2 blanques peó · h2 blanques peó · a1 blanques torre · b1 blanques cavall · c1 blanques alfil · d1 blanques dama · e1 blanques rei · f1 blanques alfil · h1 blanques torre | a8 negres torre · b8 negres cavall · c8 negres alfil · d8 negres dama · e8 negres rei · f8 negres alfil · g8 negres cavall · h8 negres torre · a7 negres peó · b7 negres peó · c7 negres peó · d7 negres peó · f7 negres peó · g7 negres peó · h7 negres peó · e5 negres peó · e4 blanques peó · f3 blanques cavall · a2 blanques peó · b2 blanques peó · c2 blanques peó · d2 blanques peó · f2 blanques peó · g2 blanques peó · h2 blanques peó · a1 blanques torre · b1 blanques cavall · c1 blanques alfil · d1 blanques dama · e1 blanques rei · f1 blanques alfil · h1 blanques torre | a8 negres torre · b8 negres cavall · c8 negres alfil · d8 negres dama · e8 negres rei · f8 negres alfil · g8 negres cavall · h8 negres torre · a7 negres peó · b7 negres peó · c7 negres peó · d7 negres peó · f7 negres peó · g7 negres peó · h7 negres peó · e5 negres peó · e4 blanques peó · f3 blanques cavall · a2 blanques peó · b2 blanques peó · c2 blanques peó · d2 blanques peó · f2 blanques peó · g2 blanques peó · h2 blanques peó · a1 blanques torre · b1 blanques cavall · c1 blanques alfil · d1 blanques dama · e1 blanques rei · f1 blanques alfil · h1 blanques torre | a8 negres torre · b8 negres cavall · c8 negres alfil · d8 negres dama · e8 negres rei · f8 negres alfil · g8 negres cavall · h8 negres torre · a7 negres peó · b7 negres peó · c7 negres peó · d7 negres peó · f7 negres peó · g7 negres peó · h7 negres peó · e5 negres peó · e4 blanques peó · f3 blanques cavall · a2 blanques peó · b2 blanques peó · c2 blanques peó · d2 blanques peó · f2 blanques peó · g2 blanques peó · h2 blanques peó · a1 blanques torre · b1 blanques cavall · c1 blanques alfil · d1 blanques dama · e1 blanques rei · f1 blanques alfil · h1 blanques torre | a8 negres torre · b8 negres cavall · c8 negres alfil · d8 negres dama · e8 negres rei · f8 negres alfil · g8 negres cavall · h8 negres torre · a7 negres peó · b7 negres peó · c7 negres peó · d7 negres peó · f7 negres peó · g7 negres peó · h7 negres peó · e5 negres peó · e4 blanques peó · f3 blanques cavall · a2 blanques peó · b2 blanques peó · c2 blanques peó · d2 blanques peó · f2 blanques peó · g2 blanques peó · h2 blanques peó · a1 blanques torre · b1 blanques cavall · c1 blanques alfil · d1 blanques dama · e1 blanques rei · f1 blanques alfil · h1 blanques torre | a8 negres torre · b8 negres cavall · c8 negres alfil · d8 negres dama · e8 negres rei · f8 negres alfil · g8 negres cavall · h8 negres torre · a7 negres peó · b7 negres peó · c7 negres peó · d7 negres peó · f7 negres peó · g7 negres peó · h7 negres peó · e5 negres peó · e4 blanques peó · f3 blanques cavall · a2 blanques peó · b2 blanques peó · c2 blanques peó · d2 blanques peó · f2 blanques peó · g2 blanques peó · h2 blanques peó · a1 blanques torre · b1 blanques cavall · c1 blanques alfil · d1 blanques dama · e1 blanques rei · f1 blanques alfil · h1 blanques torre | a8 negres torre · b8 negres cavall · c8 negres alfil · d8 negres dama · e8 negres rei · f8 negres alfil · g8 negres cavall · h8 negres torre · a7 negres peó · b7 negres peó · c7 negres peó · d7 negres peó · f7 negres peó · g7 negres peó · h7 negres peó · e5 negres peó · e4 blanques peó · f3 blanques cavall · a2 blanques peó · b2 blanques peó · c2 blanques peó · d2 blanques peó · f2 blanques peó · g2 blanques peó · h2 blanques peó · a1 blanques torre · b1 blanques cavall · c1 blanques alfil · d1 blanques dama · e1 blanques rei · f1 blanques alfil · h1 blanques torre | a8 negres torre · b8 negres cavall · c8 negres alfil · d8 negres dama · e8 negres rei · f8 negres alfil · g8 negres cavall · h8 negres torre · a7 negres peó · b7 negres peó · c7 negres peó · d7 negres peó · f7 negres peó · g7 negres peó · h7 negres peó · e5 negres peó · e4 blanques peó · f3 blanques cavall · a2 blanques peó · b2 blanques peó · c2 blanques peó · d2 blanques peó · f2 blanques peó · g2 blanques peó · h2 blanques peó · a1 blanques torre · b1 blanques cavall · c1 blanques alfil · d1 blanques dama · e1 blanques rei · f1 blanques alfil · h1 blanques torre | 4 |
| 3 | a8 negres torre · b8 negres cavall · c8 negres alfil · d8 negres dama · e8 negres rei · f8 negres alfil · g8 negres cavall · h8 negres torre · a7 negres peó · b7 negres peó · c7 negres peó · d7 negres peó · f7 negres peó · g7 negres peó · h7 negres peó · e5 negres peó · e4 blanques peó · f3 blanques cavall · a2 blanques peó · b2 blanques peó · c2 blanques peó · d2 blanques peó · f2 blanques peó · g2 blanques peó · h2 blanques peó · a1 blanques torre · b1 blanques cavall · c1 blanques alfil · d1 blanques dama · e1 blanques rei · f1 blanques alfil · h1 blanques torre | a8 negres torre · b8 negres cavall · c8 negres alfil · d8 negres dama · e8 negres rei · f8 negres alfil · g8 negres cavall · h8 negres torre · a7 negres peó · b7 negres peó · c7 negres peó · d7 negres peó · f7 negres peó · g7 negres peó · h7 negres peó · e5 negres peó · e4 blanques peó · f3 blanques cavall · a2 blanques peó · b2 blanques peó · c2 blanques peó · d2 blanques peó · f2 blanques peó · g2 blanques peó · h2 blanques peó · a1 blanques torre · b1 blanques cavall · c1 blanques alfil · d1 blanques dama · e1 blanques rei · f1 blanques alfil · h1 blanques torre | a8 negres torre · b8 negres cavall · c8 negres alfil · d8 negres dama · e8 negres rei · f8 negres alfil · g8 negres cavall · h8 negres torre · a7 negres peó · b7 negres peó · c7 negres peó · d7 negres peó · f7 negres peó · g7 negres peó · h7 negres peó · e5 negres peó · e4 blanques peó · f3 blanques cavall · a2 blanques peó · b2 blanques peó · c2 blanques peó · d2 blanques peó · f2 blanques peó · g2 blanques peó · h2 blanques peó · a1 blanques torre · b1 blanques cavall · c1 blanques alfil · d1 blanques dama · e1 blanques rei · f1 blanques alfil · h1 blanques torre | a8 negres torre · b8 negres cavall · c8 negres alfil · d8 negres dama · e8 negres rei · f8 negres alfil · g8 negres cavall · h8 negres torre · a7 negres peó · b7 negres peó · c7 negres peó · d7 negres peó · f7 negres peó · g7 negres peó · h7 negres peó · e5 negres peó · e4 blanques peó · f3 blanques cavall · a2 blanques peó · b2 blanques peó · c2 blanques peó · d2 blanques peó · f2 blanques peó · g2 blanques peó · h2 blanques peó · a1 blanques torre · b1 blanques cavall · c1 blanques alfil · d1 blanques dama · e1 blanques rei · f1 blanques alfil · h1 blanques torre | a8 negres torre · b8 negres cavall · c8 negres alfil · d8 negres dama · e8 negres rei · f8 negres alfil · g8 negres cavall · h8 negres torre · a7 negres peó · b7 negres peó · c7 negres peó · d7 negres peó · f7 negres peó · g7 negres peó · h7 negres peó · e5 negres peó · e4 blanques peó · f3 blanques cavall · a2 blanques peó · b2 blanques peó · c2 blanques peó · d2 blanques peó · f2 blanques peó · g2 blanques peó · h2 blanques peó · a1 blanques torre · b1 blanques cavall · c1 blanques alfil · d1 blanques dama · e1 blanques rei · f1 blanques alfil · h1 blanques torre | a8 negres torre · b8 negres cavall · c8 negres alfil · d8 negres dama · e8 negres rei · f8 negres alfil · g8 negres cavall · h8 negres torre · a7 negres peó · b7 negres peó · c7 negres peó · d7 negres peó · f7 negres peó · g7 negres peó · h7 negres peó · e5 negres peó · e4 blanques peó · f3 blanques cavall · a2 blanques peó · b2 blanques peó · c2 blanques peó · d2 blanques peó · f2 blanques peó · g2 blanques peó · h2 blanques peó · a1 blanques torre · b1 blanques cavall · c1 blanques alfil · d1 blanques dama · e1 blanques rei · f1 blanques alfil · h1 blanques torre | a8 negres torre · b8 negres cavall · c8 negres alfil · d8 negres dama · e8 negres rei · f8 negres alfil · g8 negres cavall · h8 negres torre · a7 negres peó · b7 negres peó · c7 negres peó · d7 negres peó · f7 negres peó · g7 negres peó · h7 negres peó · e5 negres peó · e4 blanques peó · f3 blanques cavall · a2 blanques peó · b2 blanques peó · c2 blanques peó · d2 blanques peó · f2 blanques peó · g2 blanques peó · h2 blanques peó · a1 blanques torre · b1 blanques cavall · c1 blanques alfil · d1 blanques dama · e1 blanques rei · f1 blanques alfil · h1 blanques torre | a8 negres torre · b8 negres cavall · c8 negres alfil · d8 negres dama · e8 negres rei · f8 negres alfil · g8 negres cavall · h8 negres torre · a7 negres peó · b7 negres peó · c7 negres peó · d7 negres peó · f7 negres peó · g7 negres peó · h7 negres peó · e5 negres peó · e4 blanques peó · f3 blanques cavall · a2 blanques peó · b2 blanques peó · c2 blanques peó · d2 blanques peó · f2 blanques peó · g2 blanques peó · h2 blanques peó · a1 blanques torre · b1 blanques cavall · c1 blanques alfil · d1 blanques dama · e1 blanques rei · f1 blanques alfil · h1 blanques torre | 3 |
| 2 | a8 negres torre · b8 negres cavall · c8 negres alfil · d8 negres dama · e8 negres rei · f8 negres alfil · g8 negres cavall · h8 negres torre · a7 negres peó · b7 negres peó · c7 negres peó · d7 negres peó · f7 negres peó · g7 negres peó · h7 negres peó · e5 negres peó · e4 blanques peó · f3 blanques cavall · a2 blanques peó · b2 blanques peó · c2 blanques peó · d2 blanques peó · f2 blanques peó · g2 blanques peó · h2 blanques peó · a1 blanques torre · b1 blanques cavall · c1 blanques alfil · d1 blanques dama · e1 blanques rei · f1 blanques alfil · h1 blanques torre | a8 negres torre · b8 negres cavall · c8 negres alfil · d8 negres dama · e8 negres rei · f8 negres alfil · g8 negres cavall · h8 negres torre · a7 negres peó · b7 negres peó · c7 negres peó · d7 negres peó · f7 negres peó · g7 negres peó · h7 negres peó · e5 negres peó · e4 blanques peó · f3 blanques cavall · a2 blanques peó · b2 blanques peó · c2 blanques peó · d2 blanques peó · f2 blanques peó · g2 blanques peó · h2 blanques peó · a1 blanques torre · b1 blanques cavall · c1 blanques alfil · d1 blanques dama · e1 blanques rei · f1 blanques alfil · h1 blanques torre | a8 negres torre · b8 negres cavall · c8 negres alfil · d8 negres dama · e8 negres rei · f8 negres alfil · g8 negres cavall · h8 negres torre · a7 negres peó · b7 negres peó · c7 negres peó · d7 negres peó · f7 negres peó · g7 negres peó · h7 negres peó · e5 negres peó · e4 blanques peó · f3 blanques cavall · a2 blanques peó · b2 blanques peó · c2 blanques peó · d2 blanques peó · f2 blanques peó · g2 blanques peó · h2 blanques peó · a1 blanques torre · b1 blanques cavall · c1 blanques alfil · d1 blanques dama · e1 blanques rei · f1 blanques alfil · h1 blanques torre | a8 negres torre · b8 negres cavall · c8 negres alfil · d8 negres dama · e8 negres rei · f8 negres alfil · g8 negres cavall · h8 negres torre · a7 negres peó · b7 negres peó · c7 negres peó · d7 negres peó · f7 negres peó · g7 negres peó · h7 negres peó · e5 negres peó · e4 blanques peó · f3 blanques cavall · a2 blanques peó · b2 blanques peó · c2 blanques peó · d2 blanques peó · f2 blanques peó · g2 blanques peó · h2 blanques peó · a1 blanques torre · b1 blanques cavall · c1 blanques alfil · d1 blanques dama · e1 blanques rei · f1 blanques alfil · h1 blanques torre | a8 negres torre · b8 negres cavall · c8 negres alfil · d8 negres dama · e8 negres rei · f8 negres alfil · g8 negres cavall · h8 negres torre · a7 negres peó · b7 negres peó · c7 negres peó · d7 negres peó · f7 negres peó · g7 negres peó · h7 negres peó · e5 negres peó · e4 blanques peó · f3 blanques cavall · a2 blanques peó · b2 blanques peó · c2 blanques peó · d2 blanques peó · f2 blanques peó · g2 blanques peó · h2 blanques peó · a1 blanques torre · b1 blanques cavall · c1 blanques alfil · d1 blanques dama · e1 blanques rei · f1 blanques alfil · h1 blanques torre | a8 negres torre · b8 negres cavall · c8 negres alfil · d8 negres dama · e8 negres rei · f8 negres alfil · g8 negres cavall · h8 negres torre · a7 negres peó · b7 negres peó · c7 negres peó · d7 negres peó · f7 negres peó · g7 negres peó · h7 negres peó · e5 negres peó · e4 blanques peó · f3 blanques cavall · a2 blanques peó · b2 blanques peó · c2 blanques peó · d2 blanques peó · f2 blanques peó · g2 blanques peó · h2 blanques peó · a1 blanques torre · b1 blanques cavall · c1 blanques alfil · d1 blanques dama · e1 blanques rei · f1 blanques alfil · h1 blanques torre | a8 negres torre · b8 negres cavall · c8 negres alfil · d8 negres dama · e8 negres rei · f8 negres alfil · g8 negres cavall · h8 negres torre · a7 negres peó · b7 negres peó · c7 negres peó · d7 negres peó · f7 negres peó · g7 negres peó · h7 negres peó · e5 negres peó · e4 blanques peó · f3 blanques cavall · a2 blanques peó · b2 blanques peó · c2 blanques peó · d2 blanques peó · f2 blanques peó · g2 blanques peó · h2 blanques peó · a1 blanques torre · b1 blanques cavall · c1 blanques alfil · d1 blanques dama · e1 blanques rei · f1 blanques alfil · h1 blanques torre | a8 negres torre · b8 negres cavall · c8 negres alfil · d8 negres dama · e8 negres rei · f8 negres alfil · g8 negres cavall · h8 negres torre · a7 negres peó · b7 negres peó · c7 negres peó · d7 negres peó · f7 negres peó · g7 negres peó · h7 negres peó · e5 negres peó · e4 blanques peó · f3 blanques cavall · a2 blanques peó · b2 blanques peó · c2 blanques peó · d2 blanques peó · f2 blanques peó · g2 blanques peó · h2 blanques peó · a1 blanques torre · b1 blanques cavall · c1 blanques alfil · d1 blanques dama · e1 blanques rei · f1 blanques alfil · h1 blanques torre | 2 |
| 1 | a8 negres torre · b8 negres cavall · c8 negres alfil · d8 negres dama · e8 negres rei · f8 negres alfil · g8 negres cavall · h8 negres torre · a7 negres peó · b7 negres peó · c7 negres peó · d7 negres peó · f7 negres peó · g7 negres peó · h7 negres peó · e5 negres peó · e4 blanques peó · f3 blanques cavall · a2 blanques peó · b2 blanques peó · c2 blanques peó · d2 blanques peó · f2 blanques peó · g2 blanques peó · h2 blanques peó · a1 blanques torre · b1 blanques cavall · c1 blanques alfil · d1 blanques dama · e1 blanques rei · f1 blanques alfil · h1 blanques torre | a8 negres torre · b8 negres cavall · c8 negres alfil · d8 negres dama · e8 negres rei · f8 negres alfil · g8 negres cavall · h8 negres torre · a7 negres peó · b7 negres peó · c7 negres peó · d7 negres peó · f7 negres peó · g7 negres peó · h7 negres peó · e5 negres peó · e4 blanques peó · f3 blanques cavall · a2 blanques peó · b2 blanques peó · c2 blanques peó · d2 blanques peó · f2 blanques peó · g2 blanques peó · h2 blanques peó · a1 blanques torre · b1 blanques cavall · c1 blanques alfil · d1 blanques dama · e1 blanques rei · f1 blanques alfil · h1 blanques torre | a8 negres torre · b8 negres cavall · c8 negres alfil · d8 negres dama · e8 negres rei · f8 negres alfil · g8 negres cavall · h8 negres torre · a7 negres peó · b7 negres peó · c7 negres peó · d7 negres peó · f7 negres peó · g7 negres peó · h7 negres peó · e5 negres peó · e4 blanques peó · f3 blanques cavall · a2 blanques peó · b2 blanques peó · c2 blanques peó · d2 blanques peó · f2 blanques peó · g2 blanques peó · h2 blanques peó · a1 blanques torre · b1 blanques cavall · c1 blanques alfil · d1 blanques dama · e1 blanques rei · f1 blanques alfil · h1 blanques torre | a8 negres torre · b8 negres cavall · c8 negres alfil · d8 negres dama · e8 negres rei · f8 negres alfil · g8 negres cavall · h8 negres torre · a7 negres peó · b7 negres peó · c7 negres peó · d7 negres peó · f7 negres peó · g7 negres peó · h7 negres peó · e5 negres peó · e4 blanques peó · f3 blanques cavall · a2 blanques peó · b2 blanques peó · c2 blanques peó · d2 blanques peó · f2 blanques peó · g2 blanques peó · h2 blanques peó · a1 blanques torre · b1 blanques cavall · c1 blanques alfil · d1 blanques dama · e1 blanques rei · f1 blanques alfil · h1 blanques torre | a8 negres torre · b8 negres cavall · c8 negres alfil · d8 negres dama · e8 negres rei · f8 negres alfil · g8 negres cavall · h8 negres torre · a7 negres peó · b7 negres peó · c7 negres peó · d7 negres peó · f7 negres peó · g7 negres peó · h7 negres peó · e5 negres peó · e4 blanques peó · f3 blanques cavall · a2 blanques peó · b2 blanques peó · c2 blanques peó · d2 blanques peó · f2 blanques peó · g2 blanques peó · h2 blanques peó · a1 blanques torre · b1 blanques cavall · c1 blanques alfil · d1 blanques dama · e1 blanques rei · f1 blanques alfil · h1 blanques torre | a8 negres torre · b8 negres cavall · c8 negres alfil · d8 negres dama · e8 negres rei · f8 negres alfil · g8 negres cavall · h8 negres torre · a7 negres peó · b7 negres peó · c7 negres peó · d7 negres peó · f7 negres peó · g7 negres peó · h7 negres peó · e5 negres peó · e4 blanques peó · f3 blanques cavall · a2 blanques peó · b2 blanques peó · c2 blanques peó · d2 blanques peó · f2 blanques peó · g2 blanques peó · h2 blanques peó · a1 blanques torre · b1 blanques cavall · c1 blanques alfil · d1 blanques dama · e1 blanques rei · f1 blanques alfil · h1 blanques torre | a8 negres torre · b8 negres cavall · c8 negres alfil · d8 negres dama · e8 negres rei · f8 negres alfil · g8 negres cavall · h8 negres torre · a7 negres peó · b7 negres peó · c7 negres peó · d7 negres peó · f7 negres peó · g7 negres peó · h7 negres peó · e5 negres peó · e4 blanques peó · f3 blanques cavall · a2 blanques peó · b2 blanques peó · c2 blanques peó · d2 blanques peó · f2 blanques peó · g2 blanques peó · h2 blanques peó · a1 blanques torre · b1 blanques cavall · c1 blanques alfil · d1 blanques dama · e1 blanques rei · f1 blanques alfil · h1 blanques torre | a8 negres torre · b8 negres cavall · c8 negres alfil · d8 negres dama · e8 negres rei · f8 negres alfil · g8 negres cavall · h8 negres torre · a7 negres peó · b7 negres peó · c7 negres peó · d7 negres peó · f7 negres peó · g7 negres peó · h7 negres peó · e5 negres peó · e4 blanques peó · f3 blanques cavall · a2 blanques peó · b2 blanques peó · c2 blanques peó · d2 blanques peó · f2 blanques peó · g2 blanques peó · h2 blanques peó · a1 blanques torre · b1 blanques cavall · c1 blanques alfil · d1 blanques dama · e1 blanques rei · f1 blanques alfil · h1 blanques torre | 1 |
|   | a | b | c | d | e | f | g | h |   |

L'obertura de cavall de rei és una obertura d'escacs que es caracteritza pels moviments:
1. e4 e5
2. Cf3
L'obertura tendeix a continuar com a alguna de diverses altres obertures amb nom propi, cosa que dependrà principalment de quina sigui la tria de les negres pel seu segon moviment.
|  |

## Línia principal: 2... Cc6
La majoria de partides (més del 80%) continuen amb 2...Cc6.
A partir d'aquí es pot continuar, entre altres variants, amb:
- 3. Ab5: Obertura Ruy López
  - 3...a6: Ruy López (línia principal)
  - 3...Cf6: Ruy López, defensa berlinesa
  - 3...f5: Ruy López, defensa Schliemann
  - 3...Ac5: Ruy López, defensa clàssica
- 3. Ac4: Obertura italiana
  - 3...Ac5: Giuoco Piano
  - 3...Cf6: Defensa dels dos cavalls
- 3. d4: Obertura escocesa
- 3. Cc3: Partida dels tres cavalls
  - 3...Cf6: Partida dels quatre cavalls
  - 3...g6: Partida dels tres cavalls (línia principal)
- 3. c3: Obertura Ponziani

## Altres defenses negres
- 2...Cf6: Defensa Petrov (C42)
- 2...d6: Defensa Philidor (C41)

### Defenses menys freqüents
També són possibles diverses altres continuacions menys populars, tot i que són considerades generalment menys correctes que les mencionades anteriorment.
- 2...De7 (la defensa Gunderam)
- 2...Df6 (la defensa Greco)
- 2...f6 (la defensa Damiano)
- 2...d5 (el gambit elefant)
- 2...f5 (el gambit letó)

Totes aquestes obertures són categoritzades a l'ECO sota el codi C40.